# No Wow
No Wow to drugi album zespołu The Kills, wydany został 21 grudnia 2005 roku, przez Domino Records. Na No Wow muzycy zaprezentowali definicję połączenia bluesa i post punku.
„Love is a Deserter” został wydany jako singiel i zagościł w kilku stacjach radiowych. „The Good Ones” został wydany jako następny i dotarł na 23 miejsce angielskiej listy przebojów.

## Lista utworów
1. „No Wow/Telephone Radio Germany” – 4:47
2. „Love Is a Deserter” – 3:48
3. „Dead Road 7" – 3:23
4. „The Good Ones” – 3:29
5. „I Hate the Way You Love” – 3:37
6. „I Hate the Way You Love, Pt. 2" – 1:46
7. „At the Back of the Shell” – 2:27
8. „Sweet Cloud” – 5:06
9. „Rodeo Town” – 4:24
10. „Murdermile” – 4:25
11. „Ticket Man” – 2:49

## SingielLove Is a Deserter
1. „Love Is a Deserter” [Single Version]
2. „Passion Is Accurate”
3. „Love Is a Deserter” [Cavemen Remix]
4. „Love Is a Deserter” [Phones ‘Cardiac Unrest’ Remix]
5. „Love Is a Deserter” [Video]

## SingielThe Good Ones
1. „The Good Ones” [Single Version]
2. „Run Home Slow”
3. „The Good Ones” [Jagz Kooner Mix]
4. „Baby’s Eyes”